# Rock ’n’ Roll Juvenile
Rock 'n' Roll Juvenile ist ein Musikalbum von Cliff Richard aus dem Jahr 1979. Auf dem Album enthalten sind seine erfolgreichste Single We Don’t Talk Anymore und Carrie.

## Hintergrund
Die Aufnahmesessions für das Album begannen am 18. Juli 1978, noch bevor sein vorheriges Album auf den Markt kam. Über die nächsten Tage hinweg wurde die instrumentale Begleitung für die meisten Songs aufgenommen, während der Gesang teilweise erst viel später aufgenommen wurde. Die letzte Gesangsaufnahme fand am 30. Juni 1979 statt, fast ein Jahr nach den ersten Instrumentalaufnahmen. Das letzte Lied, welches auf das Album aufgenommen wurde, war We Don’t Talk Anymore, das an nur einem Tag aufgenommen wurde.
Rock ’n’ Roll Juvenile war das erste Album, bei dem der Produzent Terry Britten und Cliff Richard zusammenarbeiteten. Das titelgebende Lied Rock ’n’ Roll Juvenile wurde von Richard selbst geschrieben.
Juli 1979 wurde We Don’t Talk Anymore als Single veröffentlicht. Die Single wurde von der britischen Öffentlichkeit mit Begeisterung aufgenommen, hielt sich für vier Wochen an der Spitze der britischen Charts und wurde 1979 zum Millionenseller. Insgesamt wurde das Lied bis heute über drei Millionen Mal verkauft.
Nach Richards vorangegangenem Album Green Light, welches sich nur schleppend verkaufte, veröffentlichte EMI Rock ’n’ Roll Juvenile am 7. September 1979. Das Album stieg sofort in die britischen Top-10-Album-Charts ein, blieb dort für 21 Wochen und erreichte als Höchstplatzierung Platz drei. Eine weitere Top-10-Platzierung gelang Richard mit der Singleauskopplung des Liedes Carrie im März 1980. Das Lied wird als eines von Richards besten Stücken angesehen; Allmusic nennt es „den am meisten elektrifizierenden Titel seiner Karriere“.
Rock ’n’ Roll Juvenile sorgte dafür, dass das Revival von Richards Karriere, das 1976 mit dem Album I’m Nearly Famous begann, bis weit in die 1980er Jahre anhielt. Das Album wurde 2001 digital remastered auf CD wiederveröffentlicht.

## Titel
A-Seite
1. Monday Thru’ Friday (Terry Britten) – 3:47
2. Doing Fine (Terry Britten) – 3:06
3. Cities May Fall (Terry Britten, B.A. Robertson) – 4:17
4. You Know that I Love You (Terry Britten) – 2:54
5. My Luck Won’t Change (Terry Britten, B.A. Robertson) – 4:13
6. Rock ’n’ Roll Juvenile (Cliff Richard) – 2:47

B-Seite
1. Sci-Fi (Terry Britten, B.A. Robertson) – 3:47
2. Fallin’ in Luv (Terry Britten, B.A. Robertson) – 3:11
3. Carrie (Terry Britten, B.A. Robertson) – 3:43
4. Hot Shot (Terry Britten, B.A. Robertson) – 3:23
5. Language of Love (Terry Britten, B.A. Robertson) – 4:40
6. We Don’t Talk Anymore (Alan Tarney) – 4:18

Bonustitel (Remaster-Edition 2001)
1. Walking in the Light (Terry Britten) – 3:17
2. Moving In (Cliff Richard) – 3:26

## Besetzung
- Cliff Richard – Gesang, Gitarre, Hintergrundgesang
- Terry Britten – Gitarre, Hintergrundgesang
- Herbie Flowers – Bass
- Graham Jarvis – Schlagzeug, Percussion
- Billy Livsey, Graham Todd – Keyboard
- Lance Dixon – Synthesizer bei Monday Thru’ Friday
- Martin Dobson – Saxophon bei Cities May Fall
- Bryn Haworth – Gitarre bei Rock ’N’ Roll Juvenile
- Tristan Fry – Percussion bei Carrie und Language of Love
- Chris Mercer, Martin Drover, Mel Collins – Bass bei My Luck Won’t Change und Hot Shot
- Peter Skellern – Piano bei Language of Love
- Alan Tarney – Gitarre, Bass, Keyboard, Hintergrundgesang bei We Don’t Talk Anymore
- John Perry, Stuart Calver, Tony Rivers, Madeline Bell – Hintergrundgesang
- Richard Hewson – Streichorchester bei Sci-Fi und Language of Love
- Trevor Spencer – Schlagzeug bei We Don’t Talk Anymore
- Gered Mankowitz – Covergestaltung

## Charts
| Datum          | Single                                                    | Single                                                    | Single                                                    | Single                                                    | Single                                                    | Single                                                    | Single                                                    | Single                                                    | Single                                                    | Single                                                    | Single                                                    | Single                                                    | Single                                                    | Single                                                    | Single                                                    | Single                                                    | Single                                                    | Single                                                    | Single                                                    | Single                                                    | Single                                                    | Single                                                    | Single                                                    | Single                                                    | Single                                                    | Single                                                    | Single                                                    | Single                                                    | Single                                                    | Single                                                    | Single                                                    | Single                                                    | Single                                                    | Single                                                    | Single                                                    | Single                                                    | Single                                                    | Single                                                    | Single                                                    | Single                                                    | Single                                                    | Single                                                    | Single                                                    | Single                                                    | Single                                                    | Single                                                    | Single                                                    | Single                                                    | Single                                                    | Single                                                    | Single                                                    | Single                                                    | Single                                                    | Single                                                    | Single                                                    | Single                                                    | Single                                                    | Single                                                    | Single                                                    | Single                                                    | Single                                                    | Single                                                    | Single                                                    | Single                                                    | Single                                                    | Single                                                    | Single                                                    | Single                                                    | Single                                                    | Single                                                    | Single                                                    | Single                                                    | Single                                                    | Single                                                    | Single                                                    | Single                                                    | Single                                                    | Single                                                    | Single                                                    | Single                                                    | Single                                                    | Single                                                    | Single                                                    | Single                                                    | Single                                                    | Single                                                    | Single                                                    | Single                                                    | Single                                                    | Single                                                    | Single                                                    | Single                                                    | Single                                                    | Single                                                    | Single                                                    | Single                                                    | Single                                                    | Single                                                    | Single                                                    | Single                                                    | Single                                                    | Single                                                    | Single                                                    | Single                                                    | Single                                                    | Single                                                    | Single                                                    | Single                                                    | Single                                                    | Single                                                    | Single                                                    | Single                                                    | Single                                                    | Single                                                    | Single                                                    | Single                                                    | Single                                                    | Single                                                    | Single                                                    | Single                                                    | Single                                                    | Single                                                    | Single                                                    | Single                                                    | Single                                                    | Single                                                    | Single                                                    | Single                                                    | Single                                                    | Single                                                    | Single                                                    | Single                                                    | Single                                                    | Single                                                    | Single                                                    | UK Charts | US Charts | Australien | Irland |
| -------------- | --------------------------------------------------------- | --------------------------------------------------------- | --------------------------------------------------------- | --------------------------------------------------------- | --------------------------------------------------------- | --------------------------------------------------------- | --------------------------------------------------------- | --------------------------------------------------------- | --------------------------------------------------------- | --------------------------------------------------------- | --------------------------------------------------------- | --------------------------------------------------------- | --------------------------------------------------------- | --------------------------------------------------------- | --------------------------------------------------------- | --------------------------------------------------------- | --------------------------------------------------------- | --------------------------------------------------------- | --------------------------------------------------------- | --------------------------------------------------------- | --------------------------------------------------------- | --------------------------------------------------------- | --------------------------------------------------------- | --------------------------------------------------------- | --------------------------------------------------------- | --------------------------------------------------------- | --------------------------------------------------------- | --------------------------------------------------------- | --------------------------------------------------------- | --------------------------------------------------------- | --------------------------------------------------------- | --------------------------------------------------------- | --------------------------------------------------------- | --------------------------------------------------------- | --------------------------------------------------------- | --------------------------------------------------------- | --------------------------------------------------------- | --------------------------------------------------------- | --------------------------------------------------------- | --------------------------------------------------------- | --------------------------------------------------------- | --------------------------------------------------------- | --------------------------------------------------------- | --------------------------------------------------------- | --------------------------------------------------------- | --------------------------------------------------------- | --------------------------------------------------------- | --------------------------------------------------------- | --------------------------------------------------------- | --------------------------------------------------------- | --------------------------------------------------------- | --------------------------------------------------------- | --------------------------------------------------------- | --------------------------------------------------------- | --------------------------------------------------------- | --------------------------------------------------------- | --------------------------------------------------------- | --------------------------------------------------------- | --------------------------------------------------------- | --------------------------------------------------------- | --------------------------------------------------------- | --------------------------------------------------------- | --------------------------------------------------------- | --------------------------------------------------------- | --------------------------------------------------------- | --------------------------------------------------------- | --------------------------------------------------------- | --------------------------------------------------------- | --------------------------------------------------------- | --------------------------------------------------------- | --------------------------------------------------------- | --------------------------------------------------------- | --------------------------------------------------------- | --------------------------------------------------------- | --------------------------------------------------------- | --------------------------------------------------------- | --------------------------------------------------------- | --------------------------------------------------------- | --------------------------------------------------------- | --------------------------------------------------------- | --------------------------------------------------------- | --------------------------------------------------------- | --------------------------------------------------------- | --------------------------------------------------------- | --------------------------------------------------------- | --------------------------------------------------------- | --------------------------------------------------------- | --------------------------------------------------------- | --------------------------------------------------------- | --------------------------------------------------------- | --------------------------------------------------------- | --------------------------------------------------------- | --------------------------------------------------------- | --------------------------------------------------------- | --------------------------------------------------------- | --------------------------------------------------------- | --------------------------------------------------------- | --------------------------------------------------------- | --------------------------------------------------------- | --------------------------------------------------------- | --------------------------------------------------------- | --------------------------------------------------------- | --------------------------------------------------------- | --------------------------------------------------------- | --------------------------------------------------------- | --------------------------------------------------------- | --------------------------------------------------------- | --------------------------------------------------------- | --------------------------------------------------------- | --------------------------------------------------------- | --------------------------------------------------------- | --------------------------------------------------------- | --------------------------------------------------------- | --------------------------------------------------------- | --------------------------------------------------------- | --------------------------------------------------------- | --------------------------------------------------------- | --------------------------------------------------------- | --------------------------------------------------------- | --------------------------------------------------------- | --------------------------------------------------------- | --------------------------------------------------------- | --------------------------------------------------------- | --------------------------------------------------------- | --------------------------------------------------------- | --------------------------------------------------------- | --------------------------------------------------------- | --------------------------------------------------------- | --------------------------------------------------------- | --------------------------------------------------------- | --------------------------------------------------------- | --------------------------------------------------------- | --------------------------------------------------------- | --------------------------------------------------------- | --------------------------------------------------------- | --------- | --------- | ---------- | ------ |
| Juli 1979      | We Don’t Talk Anymore                                     | We Don’t Talk Anymore                                     | We Don’t Talk Anymore                                     | We Don’t Talk Anymore                                     | We Don’t Talk Anymore                                     | We Don’t Talk Anymore                                     | We Don’t Talk Anymore                                     | We Don’t Talk Anymore                                     | We Don’t Talk Anymore                                     | We Don’t Talk Anymore                                     | We Don’t Talk Anymore                                     | We Don’t Talk Anymore                                     | We Don’t Talk Anymore                                     | We Don’t Talk Anymore                                     | We Don’t Talk Anymore                                     | We Don’t Talk Anymore                                     | We Don’t Talk Anymore                                     | We Don’t Talk Anymore                                     | We Don’t Talk Anymore                                     | We Don’t Talk Anymore                                     | We Don’t Talk Anymore                                     | We Don’t Talk Anymore                                     | We Don’t Talk Anymore                                     | We Don’t Talk Anymore                                     | We Don’t Talk Anymore                                     | We Don’t Talk Anymore                                     | We Don’t Talk Anymore                                     | We Don’t Talk Anymore                                     | We Don’t Talk Anymore                                     | We Don’t Talk Anymore                                     | We Don’t Talk Anymore                                     | We Don’t Talk Anymore                                     | We Don’t Talk Anymore                                     | We Don’t Talk Anymore                                     | We Don’t Talk Anymore                                     | We Don’t Talk Anymore                                     | We Don’t Talk Anymore                                     | We Don’t Talk Anymore                                     | We Don’t Talk Anymore                                     | We Don’t Talk Anymore                                     | We Don’t Talk Anymore                                     | We Don’t Talk Anymore                                     | We Don’t Talk Anymore                                     | We Don’t Talk Anymore                                     | We Don’t Talk Anymore                                     | We Don’t Talk Anymore                                     | We Don’t Talk Anymore                                     | We Don’t Talk Anymore                                     | We Don’t Talk Anymore                                     | We Don’t Talk Anymore                                     | We Don’t Talk Anymore                                     | We Don’t Talk Anymore                                     | We Don’t Talk Anymore                                     | We Don’t Talk Anymore                                     | We Don’t Talk Anymore                                     | We Don’t Talk Anymore                                     | We Don’t Talk Anymore                                     | We Don’t Talk Anymore                                     | We Don’t Talk Anymore                                     | We Don’t Talk Anymore                                     | We Don’t Talk Anymore                                     | We Don’t Talk Anymore                                     | We Don’t Talk Anymore                                     | We Don’t Talk Anymore                                     | We Don’t Talk Anymore                                     | We Don’t Talk Anymore                                     | We Don’t Talk Anymore                                     | We Don’t Talk Anymore                                     | We Don’t Talk Anymore                                     | We Don’t Talk Anymore                                     | We Don’t Talk Anymore                                     | We Don’t Talk Anymore                                     | We Don’t Talk Anymore                                     | We Don’t Talk Anymore                                     | We Don’t Talk Anymore                                     | We Don’t Talk Anymore                                     | We Don’t Talk Anymore                                     | We Don’t Talk Anymore                                     | We Don’t Talk Anymore                                     | We Don’t Talk Anymore                                     | We Don’t Talk Anymore                                     | We Don’t Talk Anymore                                     | We Don’t Talk Anymore                                     | We Don’t Talk Anymore                                     | We Don’t Talk Anymore                                     | We Don’t Talk Anymore                                     | We Don’t Talk Anymore                                     | We Don’t Talk Anymore                                     | We Don’t Talk Anymore                                     | We Don’t Talk Anymore                                     | We Don’t Talk Anymore                                     | We Don’t Talk Anymore                                     | We Don’t Talk Anymore                                     | We Don’t Talk Anymore                                     | We Don’t Talk Anymore                                     | We Don’t Talk Anymore                                     | We Don’t Talk Anymore                                     | We Don’t Talk Anymore                                     | We Don’t Talk Anymore                                     | We Don’t Talk Anymore                                     | We Don’t Talk Anymore                                     | We Don’t Talk Anymore                                     | We Don’t Talk Anymore                                     | We Don’t Talk Anymore                                     | We Don’t Talk Anymore                                     | We Don’t Talk Anymore                                     | We Don’t Talk Anymore                                     | We Don’t Talk Anymore                                     | We Don’t Talk Anymore                                     | We Don’t Talk Anymore                                     | We Don’t Talk Anymore                                     | We Don’t Talk Anymore                                     | We Don’t Talk Anymore                                     | We Don’t Talk Anymore                                     | We Don’t Talk Anymore                                     | We Don’t Talk Anymore                                     | We Don’t Talk Anymore                                     | We Don’t Talk Anymore                                     | We Don’t Talk Anymore                                     | We Don’t Talk Anymore                                     | We Don’t Talk Anymore                                     | We Don’t Talk Anymore                                     | We Don’t Talk Anymore                                     | We Don’t Talk Anymore                                     | We Don’t Talk Anymore                                     | We Don’t Talk Anymore                                     | We Don’t Talk Anymore                                     | We Don’t Talk Anymore                                     | We Don’t Talk Anymore                                     | We Don’t Talk Anymore                                     | We Don’t Talk Anymore                                     | We Don’t Talk Anymore                                     | We Don’t Talk Anymore                                     | We Don’t Talk Anymore                                     | We Don’t Talk Anymore                                     | 1         | 7         | 3          | 1      |
| Oktober 1979   | Hot Shot                                                  | Hot Shot                                                  | Hot Shot                                                  | Hot Shot                                                  | Hot Shot                                                  | Hot Shot                                                  | Hot Shot                                                  | Hot Shot                                                  | Hot Shot                                                  | Hot Shot                                                  | Hot Shot                                                  | Hot Shot                                                  | Hot Shot                                                  | Hot Shot                                                  | Hot Shot                                                  | Hot Shot                                                  | Hot Shot                                                  | Hot Shot                                                  | Hot Shot                                                  | Hot Shot                                                  | Hot Shot                                                  | Hot Shot                                                  | Hot Shot                                                  | Hot Shot                                                  | Hot Shot                                                  | Hot Shot                                                  | Hot Shot                                                  | Hot Shot                                                  | Hot Shot                                                  | Hot Shot                                                  | Hot Shot                                                  | Hot Shot                                                  | Hot Shot                                                  | Hot Shot                                                  | Hot Shot                                                  | Hot Shot                                                  | Hot Shot                                                  | Hot Shot                                                  | Hot Shot                                                  | Hot Shot                                                  | Hot Shot                                                  | Hot Shot                                                  | Hot Shot                                                  | Hot Shot                                                  | Hot Shot                                                  | Hot Shot                                                  | Hot Shot                                                  | Hot Shot                                                  | Hot Shot                                                  | Hot Shot                                                  | Hot Shot                                                  | Hot Shot                                                  | Hot Shot                                                  | Hot Shot                                                  | Hot Shot                                                  | Hot Shot                                                  | Hot Shot                                                  | Hot Shot                                                  | Hot Shot                                                  | Hot Shot                                                  | Hot Shot                                                  | Hot Shot                                                  | Hot Shot                                                  | Hot Shot                                                  | Hot Shot                                                  | Hot Shot                                                  | Hot Shot                                                  | Hot Shot                                                  | Hot Shot                                                  | Hot Shot                                                  | Hot Shot                                                  | Hot Shot                                                  | Hot Shot                                                  | Hot Shot                                                  | Hot Shot                                                  | Hot Shot                                                  | Hot Shot                                                  | Hot Shot                                                  | Hot Shot                                                  | Hot Shot                                                  | Hot Shot                                                  | Hot Shot                                                  | Hot Shot                                                  | Hot Shot                                                  | Hot Shot                                                  | Hot Shot                                                  | Hot Shot                                                  | Hot Shot                                                  | Hot Shot                                                  | Hot Shot                                                  | Hot Shot                                                  | Hot Shot                                                  | Hot Shot                                                  | Hot Shot                                                  | Hot Shot                                                  | Hot Shot                                                  | Hot Shot                                                  | Hot Shot                                                  | Hot Shot                                                  | Hot Shot                                                  | Hot Shot                                                  | Hot Shot                                                  | Hot Shot                                                  | Hot Shot                                                  | Hot Shot                                                  | Hot Shot                                                  | Hot Shot                                                  | Hot Shot                                                  | Hot Shot                                                  | Hot Shot                                                  | Hot Shot                                                  | Hot Shot                                                  | Hot Shot                                                  | Hot Shot                                                  | Hot Shot                                                  | Hot Shot                                                  | Hot Shot                                                  | Hot Shot                                                  | Hot Shot                                                  | Hot Shot                                                  | Hot Shot                                                  | Hot Shot                                                  | Hot Shot                                                  | Hot Shot                                                  | Hot Shot                                                  | Hot Shot                                                  | Hot Shot                                                  | Hot Shot                                                  | Hot Shot                                                  | Hot Shot                                                  | Hot Shot                                                  | Hot Shot                                                  | Hot Shot                                                  | Hot Shot                                                  | Hot Shot                                                  | 46        |           |            | 27     |
| Januar 1980    | Carrie                                                    | Carrie                                                    | Carrie                                                    | Carrie                                                    | Carrie                                                    | Carrie                                                    | Carrie                                                    | Carrie                                                    | Carrie                                                    | Carrie                                                    | Carrie                                                    | Carrie                                                    | Carrie                                                    | Carrie                                                    | Carrie                                                    | Carrie                                                    | Carrie                                                    | Carrie                                                    | Carrie                                                    | Carrie                                                    | Carrie                                                    | Carrie                                                    | Carrie                                                    | Carrie                                                    | Carrie                                                    | Carrie                                                    | Carrie                                                    | Carrie                                                    | Carrie                                                    | Carrie                                                    | Carrie                                                    | Carrie                                                    | Carrie                                                    | Carrie                                                    | Carrie                                                    | Carrie                                                    | Carrie                                                    | Carrie                                                    | Carrie                                                    | Carrie                                                    | Carrie                                                    | Carrie                                                    | Carrie                                                    | Carrie                                                    | Carrie                                                    | Carrie                                                    | Carrie                                                    | Carrie                                                    | Carrie                                                    | Carrie                                                    | Carrie                                                    | Carrie                                                    | Carrie                                                    | Carrie                                                    | Carrie                                                    | Carrie                                                    | Carrie                                                    | Carrie                                                    | Carrie                                                    | Carrie                                                    | Carrie                                                    | Carrie                                                    | Carrie                                                    | Carrie                                                    | Carrie                                                    | Carrie                                                    | Carrie                                                    | Carrie                                                    | Carrie                                                    | Carrie                                                    | Carrie                                                    | Carrie                                                    | Carrie                                                    | Carrie                                                    | Carrie                                                    | Carrie                                                    | Carrie                                                    | Carrie                                                    | Carrie                                                    | Carrie                                                    | Carrie                                                    | Carrie                                                    | Carrie                                                    | Carrie                                                    | Carrie                                                    | Carrie                                                    | Carrie                                                    | Carrie                                                    | Carrie                                                    | Carrie                                                    | Carrie                                                    | Carrie                                                    | Carrie                                                    | Carrie                                                    | Carrie                                                    | Carrie                                                    | Carrie                                                    | Carrie                                                    | Carrie                                                    | Carrie                                                    | Carrie                                                    | Carrie                                                    | Carrie                                                    | Carrie                                                    | Carrie                                                    | Carrie                                                    | Carrie                                                    | Carrie                                                    | Carrie                                                    | Carrie                                                    | Carrie                                                    | Carrie                                                    | Carrie                                                    | Carrie                                                    | Carrie                                                    | Carrie                                                    | Carrie                                                    | Carrie                                                    | Carrie                                                    | Carrie                                                    | Carrie                                                    | Carrie                                                    | Carrie                                                    | Carrie                                                    | Carrie                                                    | Carrie                                                    | Carrie                                                    | Carrie                                                    | Carrie                                                    | Carrie                                                    | Carrie                                                    | Carrie                                                    | Carrie                                                    | Carrie                                                    | Carrie                                                    | 4         | 34        | 18         | 4      |
| Datum          | Album                                                     | Album                                                     | Album                                                     | Album                                                     | Album                                                     | Album                                                     | Album                                                     | Album                                                     | Album                                                     | Album                                                     | Album                                                     | Album                                                     | Album                                                     | Album                                                     | Album                                                     | Album                                                     | Album                                                     | Album                                                     | Album                                                     | Album                                                     | Album                                                     | Album                                                     | Album                                                     | Album                                                     | Album                                                     | Album                                                     | Album                                                     | Album                                                     | Album                                                     | Album                                                     | Album                                                     | Album                                                     | Album                                                     | Album                                                     | Album                                                     | Album                                                     | Album                                                     | Album                                                     | Album                                                     | Album                                                     | Album                                                     | Album                                                     | Album                                                     | Album                                                     | Album                                                     | Album                                                     | Album                                                     | Album                                                     | Album                                                     | Album                                                     | Album                                                     | Album                                                     | Album                                                     | Album                                                     | Album                                                     | Album                                                     | Album                                                     | Album                                                     | Album                                                     | Album                                                     | Album                                                     | Album                                                     | Album                                                     | Album                                                     | Album                                                     | Album                                                     | Album                                                     | Album                                                     | Album                                                     | Album                                                     | Album                                                     | Album                                                     | Album                                                     | Album                                                     | Album                                                     | Album                                                     | Album                                                     | Album                                                     | Album                                                     | Album                                                     | Album                                                     | Album                                                     | Album                                                     | Album                                                     | Album                                                     | Album                                                     | Album                                                     | Album                                                     | Album                                                     | Album                                                     | Album                                                     | Album                                                     | Album                                                     | Album                                                     | Album                                                     | Album                                                     | Album                                                     | Album                                                     | Album                                                     | Album                                                     | Album                                                     | Album                                                     | Album                                                     | Album                                                     | Album                                                     | Album                                                     | Album                                                     | Album                                                     | Album                                                     | Album                                                     | Album                                                     | Album                                                     | Album                                                     | Album                                                     | Album                                                     | Album                                                     | Album                                                     | Album                                                     | Album                                                     | Album                                                     | Album                                                     | Album                                                     | Album                                                     | Album                                                     | Album                                                     | Album                                                     | Album                                                     | Album                                                     | Album                                                     | Album                                                     | Album                                                     | Album                                                     | Album                                                     | Album                                                     | Album                                                     | UK Charts | US Charts | Australien |        |
| September 1979 | Rock ’n’ Roll Juvenile (We Don’t Talk Anymore in den USA) | Rock ’n’ Roll Juvenile (We Don’t Talk Anymore in den USA) | Rock ’n’ Roll Juvenile (We Don’t Talk Anymore in den USA) | Rock ’n’ Roll Juvenile (We Don’t Talk Anymore in den USA) | Rock ’n’ Roll Juvenile (We Don’t Talk Anymore in den USA) | Rock ’n’ Roll Juvenile (We Don’t Talk Anymore in den USA) | Rock ’n’ Roll Juvenile (We Don’t Talk Anymore in den USA) | Rock ’n’ Roll Juvenile (We Don’t Talk Anymore in den USA) | Rock ’n’ Roll Juvenile (We Don’t Talk Anymore in den USA) | Rock ’n’ Roll Juvenile (We Don’t Talk Anymore in den USA) | Rock ’n’ Roll Juvenile (We Don’t Talk Anymore in den USA) | Rock ’n’ Roll Juvenile (We Don’t Talk Anymore in den USA) | Rock ’n’ Roll Juvenile (We Don’t Talk Anymore in den USA) | Rock ’n’ Roll Juvenile (We Don’t Talk Anymore in den USA) | Rock ’n’ Roll Juvenile (We Don’t Talk Anymore in den USA) | Rock ’n’ Roll Juvenile (We Don’t Talk Anymore in den USA) | Rock ’n’ Roll Juvenile (We Don’t Talk Anymore in den USA) | Rock ’n’ Roll Juvenile (We Don’t Talk Anymore in den USA) | Rock ’n’ Roll Juvenile (We Don’t Talk Anymore in den USA) | Rock ’n’ Roll Juvenile (We Don’t Talk Anymore in den USA) | Rock ’n’ Roll Juvenile (We Don’t Talk Anymore in den USA) | Rock ’n’ Roll Juvenile (We Don’t Talk Anymore in den USA) | Rock ’n’ Roll Juvenile (We Don’t Talk Anymore in den USA) | Rock ’n’ Roll Juvenile (We Don’t Talk Anymore in den USA) | Rock ’n’ Roll Juvenile (We Don’t Talk Anymore in den USA) | Rock ’n’ Roll Juvenile (We Don’t Talk Anymore in den USA) | Rock ’n’ Roll Juvenile (We Don’t Talk Anymore in den USA) | Rock ’n’ Roll Juvenile (We Don’t Talk Anymore in den USA) | Rock ’n’ Roll Juvenile (We Don’t Talk Anymore in den USA) | Rock ’n’ Roll Juvenile (We Don’t Talk Anymore in den USA) | Rock ’n’ Roll Juvenile (We Don’t Talk Anymore in den USA) | Rock ’n’ Roll Juvenile (We Don’t Talk Anymore in den USA) | Rock ’n’ Roll Juvenile (We Don’t Talk Anymore in den USA) | Rock ’n’ Roll Juvenile (We Don’t Talk Anymore in den USA) | Rock ’n’ Roll Juvenile (We Don’t Talk Anymore in den USA) | Rock ’n’ Roll Juvenile (We Don’t Talk Anymore in den USA) | Rock ’n’ Roll Juvenile (We Don’t Talk Anymore in den USA) | Rock ’n’ Roll Juvenile (We Don’t Talk Anymore in den USA) | Rock ’n’ Roll Juvenile (We Don’t Talk Anymore in den USA) | Rock ’n’ Roll Juvenile (We Don’t Talk Anymore in den USA) | Rock ’n’ Roll Juvenile (We Don’t Talk Anymore in den USA) | Rock ’n’ Roll Juvenile (We Don’t Talk Anymore in den USA) | Rock ’n’ Roll Juvenile (We Don’t Talk Anymore in den USA) | Rock ’n’ Roll Juvenile (We Don’t Talk Anymore in den USA) | Rock ’n’ Roll Juvenile (We Don’t Talk Anymore in den USA) | Rock ’n’ Roll Juvenile (We Don’t Talk Anymore in den USA) | Rock ’n’ Roll Juvenile (We Don’t Talk Anymore in den USA) | Rock ’n’ Roll Juvenile (We Don’t Talk Anymore in den USA) | Rock ’n’ Roll Juvenile (We Don’t Talk Anymore in den USA) | Rock ’n’ Roll Juvenile (We Don’t Talk Anymore in den USA) | Rock ’n’ Roll Juvenile (We Don’t Talk Anymore in den USA) | Rock ’n’ Roll Juvenile (We Don’t Talk Anymore in den USA) | Rock ’n’ Roll Juvenile (We Don’t Talk Anymore in den USA) | Rock ’n’ Roll Juvenile (We Don’t Talk Anymore in den USA) | Rock ’n’ Roll Juvenile (We Don’t Talk Anymore in den USA) | Rock ’n’ Roll Juvenile (We Don’t Talk Anymore in den USA) | Rock ’n’ Roll Juvenile (We Don’t Talk Anymore in den USA) | Rock ’n’ Roll Juvenile (We Don’t Talk Anymore in den USA) | Rock ’n’ Roll Juvenile (We Don’t Talk Anymore in den USA) | Rock ’n’ Roll Juvenile (We Don’t Talk Anymore in den USA) | Rock ’n’ Roll Juvenile (We Don’t Talk Anymore in den USA) | Rock ’n’ Roll Juvenile (We Don’t Talk Anymore in den USA) | Rock ’n’ Roll Juvenile (We Don’t Talk Anymore in den USA) | Rock ’n’ Roll Juvenile (We Don’t Talk Anymore in den USA) | Rock ’n’ Roll Juvenile (We Don’t Talk Anymore in den USA) | Rock ’n’ Roll Juvenile (We Don’t Talk Anymore in den USA) | Rock ’n’ Roll Juvenile (We Don’t Talk Anymore in den USA) | Rock ’n’ Roll Juvenile (We Don’t Talk Anymore in den USA) | Rock ’n’ Roll Juvenile (We Don’t Talk Anymore in den USA) | Rock ’n’ Roll Juvenile (We Don’t Talk Anymore in den USA) | Rock ’n’ Roll Juvenile (We Don’t Talk Anymore in den USA) | Rock ’n’ Roll Juvenile (We Don’t Talk Anymore in den USA) | Rock ’n’ Roll Juvenile (We Don’t Talk Anymore in den USA) | Rock ’n’ Roll Juvenile (We Don’t Talk Anymore in den USA) | Rock ’n’ Roll Juvenile (We Don’t Talk Anymore in den USA) | Rock ’n’ Roll Juvenile (We Don’t Talk Anymore in den USA) | Rock ’n’ Roll Juvenile (We Don’t Talk Anymore in den USA) | Rock ’n’ Roll Juvenile (We Don’t Talk Anymore in den USA) | Rock ’n’ Roll Juvenile (We Don’t Talk Anymore in den USA) | Rock ’n’ Roll Juvenile (We Don’t Talk Anymore in den USA) | Rock ’n’ Roll Juvenile (We Don’t Talk Anymore in den USA) | Rock ’n’ Roll Juvenile (We Don’t Talk Anymore in den USA) | Rock ’n’ Roll Juvenile (We Don’t Talk Anymore in den USA) | Rock ’n’ Roll Juvenile (We Don’t Talk Anymore in den USA) | Rock ’n’ Roll Juvenile (We Don’t Talk Anymore in den USA) | Rock ’n’ Roll Juvenile (We Don’t Talk Anymore in den USA) | Rock ’n’ Roll Juvenile (We Don’t Talk Anymore in den USA) | Rock ’n’ Roll Juvenile (We Don’t Talk Anymore in den USA) | Rock ’n’ Roll Juvenile (We Don’t Talk Anymore in den USA) | Rock ’n’ Roll Juvenile (We Don’t Talk Anymore in den USA) | Rock ’n’ Roll Juvenile (We Don’t Talk Anymore in den USA) | Rock ’n’ Roll Juvenile (We Don’t Talk Anymore in den USA) | Rock ’n’ Roll Juvenile (We Don’t Talk Anymore in den USA) | Rock ’n’ Roll Juvenile (We Don’t Talk Anymore in den USA) | Rock ’n’ Roll Juvenile (We Don’t Talk Anymore in den USA) | Rock ’n’ Roll Juvenile (We Don’t Talk Anymore in den USA) | Rock ’n’ Roll Juvenile (We Don’t Talk Anymore in den USA) | Rock ’n’ Roll Juvenile (We Don’t Talk Anymore in den USA) | Rock ’n’ Roll Juvenile (We Don’t Talk Anymore in den USA) | Rock ’n’ Roll Juvenile (We Don’t Talk Anymore in den USA) | Rock ’n’ Roll Juvenile (We Don’t Talk Anymore in den USA) | Rock ’n’ Roll Juvenile (We Don’t Talk Anymore in den USA) | Rock ’n’ Roll Juvenile (We Don’t Talk Anymore in den USA) | Rock ’n’ Roll Juvenile (We Don’t Talk Anymore in den USA) | Rock ’n’ Roll Juvenile (We Don’t Talk Anymore in den USA) | Rock ’n’ Roll Juvenile (We Don’t Talk Anymore in den USA) | Rock ’n’ Roll Juvenile (We Don’t Talk Anymore in den USA) | Rock ’n’ Roll Juvenile (We Don’t Talk Anymore in den USA) | Rock ’n’ Roll Juvenile (We Don’t Talk Anymore in den USA) | Rock ’n’ Roll Juvenile (We Don’t Talk Anymore in den USA) | Rock ’n’ Roll Juvenile (We Don’t Talk Anymore in den USA) | Rock ’n’ Roll Juvenile (We Don’t Talk Anymore in den USA) | Rock ’n’ Roll Juvenile (We Don’t Talk Anymore in den USA) | Rock ’n’ Roll Juvenile (We Don’t Talk Anymore in den USA) | Rock ’n’ Roll Juvenile (We Don’t Talk Anymore in den USA) | Rock ’n’ Roll Juvenile (We Don’t Talk Anymore in den USA) | Rock ’n’ Roll Juvenile (We Don’t Talk Anymore in den USA) | Rock ’n’ Roll Juvenile (We Don’t Talk Anymore in den USA) | Rock ’n’ Roll Juvenile (We Don’t Talk Anymore in den USA) | Rock ’n’ Roll Juvenile (We Don’t Talk Anymore in den USA) | Rock ’n’ Roll Juvenile (We Don’t Talk Anymore in den USA) | Rock ’n’ Roll Juvenile (We Don’t Talk Anymore in den USA) | Rock ’n’ Roll Juvenile (We Don’t Talk Anymore in den USA) | Rock ’n’ Roll Juvenile (We Don’t Talk Anymore in den USA) | Rock ’n’ Roll Juvenile (We Don’t Talk Anymore in den USA) | Rock ’n’ Roll Juvenile (We Don’t Talk Anymore in den USA) | Rock ’n’ Roll Juvenile (We Don’t Talk Anymore in den USA) | Rock ’n’ Roll Juvenile (We Don’t Talk Anymore in den USA) | Rock ’n’ Roll Juvenile (We Don’t Talk Anymore in den USA) | Rock ’n’ Roll Juvenile (We Don’t Talk Anymore in den USA) | Rock ’n’ Roll Juvenile (We Don’t Talk Anymore in den USA) | Rock ’n’ Roll Juvenile (We Don’t Talk Anymore in den USA) | Rock ’n’ Roll Juvenile (We Don’t Talk Anymore in den USA) | Rock ’n’ Roll Juvenile (We Don’t Talk Anymore in den USA) | Rock ’n’ Roll Juvenile (We Don’t Talk Anymore in den USA) | 3         | 93        | 28         |        |